# Орден «Максимо Гомес»
Орден «Максимо Гомес» — государственная награда Республики Куба.

## Знак ордена
Орденский знак представляет собой выпуклую серебряную восьмиконечную звезду в виде расходящихся лучей. На середину звезды помещена круглая пластинка, в центре которой — обращенное влево изображение М. Гомеса. По окружности пластинки идет голубая эмалевая лента, на которой между двумя пятиконечными звездочками сделана надпись: «MAXIMO GOMEZ». В нижней части ордена помещены скрещенные мачете. Пластинка обрамлена золотистыми лавровыми и дубовыми веточками, которые у основания соединяются друг с другом.
В центр оборотной стороны ордена тоже помещена круглая накладная пластинка, окаймленная бортиком, а на ней — государственный герб Республики Куба.
По окружности оборотной стороны ордена идет разделенная двумя пятиконечными звездочками надпись: «REPUBLICA DE CUBA CONSEJO DE ESTADO» («Государственный совет Республики Куба»). К ордену «Максимо Гомес» прилагается планка, обтянутая шелковой муаровой лентой с полосами: в последовательности идут голубая, белая, красная, опять голубая и две красные полосы, разделенные узкой жёлтой полоской.
Орден имеет две степени: первую и вторую.